# Charles Robert Swart
Charles Robert Swart, ou Charles Robberts Swart (Winburg, 5 de dezembro de 1894 — Bloemfontein, 16 de julho de 1982) foi um advogado e político sul-africano, membro do  Partido Nacional.

## História
Nascido no Distrito de Morgenzon em Winburg, Charles Robert Swart foi o terceiro de seis filhos, se tornou um advogado graduado na Universidade de Cambridge, foi membro do Partido Nacional, foi Ministro da Educação (de 1949 a 1950) e da Justiça (de 1948 a 1959) e o último Governador-geral da União da África do Sul (de 1960 a 1961) e o primeiro Presidente da África do Sul, de 31 de maio de 1961 (data da independência da África do Sul do Reino Unido e o início da República da África do Sul) a 1 de junho de 1967, quando Theophilus Ebenhaezer Dönges assumiu a sucessão da república.